# Bullenbaai
De Bullenbaai is een baai gelegen aan de centrale westkust van Curaçao op een afstand van 13 km ten noorden van de hoofdstad Willemstad. De baai beslaat een zesde van de lengte van de westkust van het eiland en strekt zich uit van de vuurtoren op Kaap Sint Marie in het noorden tot de stad Sint Michiel in het zuiden. De baai kan vanuit Willemstad worden bereikt via de Weg naar Bullenbaai.   
In de baai is een olie-terminal gevestigd. Bij een ongeluk in 2012, toen de Venezolaanse staatsoliemaatschappij Petróleos de Venezuela (PdVSA) de terminal exploiteerde, lekte er olie uit deze terminal de baai in naar het verderop gelegen natuurgebied Jan Kok.